# Amathusia masina
Amathusia masina är en fjärilsart som beskrevs av Hans Fruhstorfer 1904. Amathusia masina ingår i släktet Amathusia och familjen praktfjärilar. Inga underarter finns listade i Catalogue of Life.